# Редеи
Редеи (венг. Rhédey) - род венгерских аристократов, живших в Венгрии и Австрии.

## Известные личности

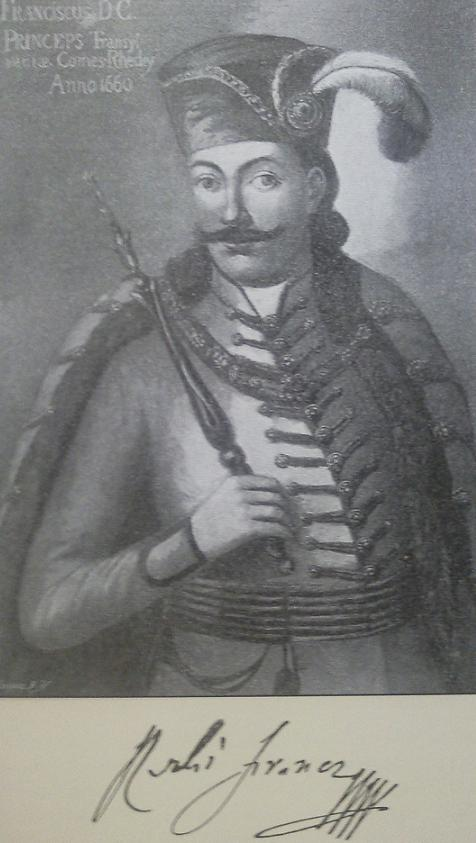
Ференц Редей

- Ференц Редей (1610—1667) — граф, князь Трансильвании (1657—1658).[1][2]
- Ференц Редей (1560—1621) — командир крепости Орадя.
- Клаудия Редей (1812—1841) — аристократка, мать Франца, герцога Текского и бабка британской королевы Марии Текской

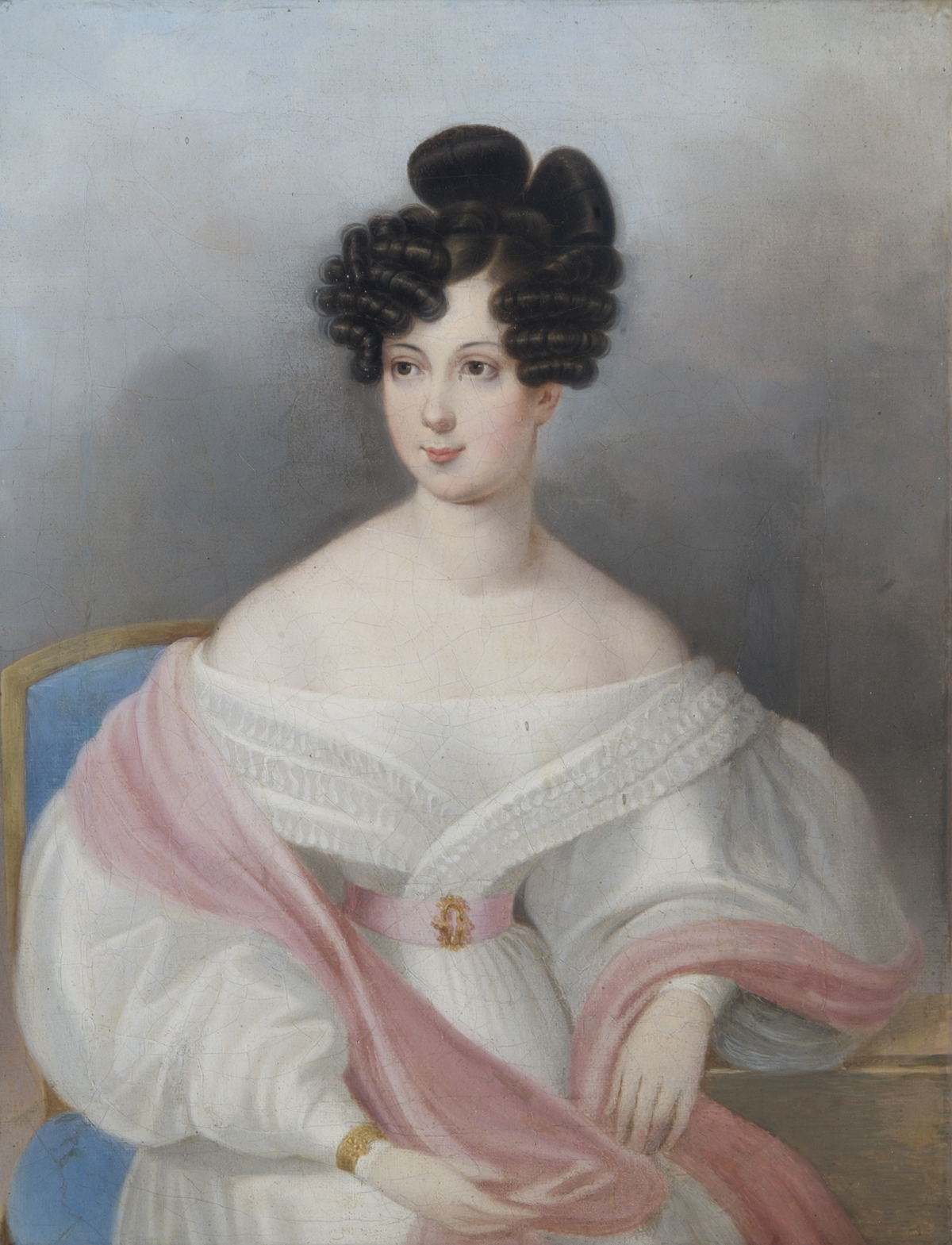
Клаудия Редей

- Лансо Редей (1636—1663) — принц Трансильвании